# Marc'Antonio Ziani
Marc'Antonio Ziani (Venezia, 1653 circa – Vienna, 22 gennaio 1715) è stato un compositore italiano.
Nipote di Pietro Andrea Ziani, verso la fine del XVII secolo è stato l'operista più importante a Venezia e agli inizi del XVIII secolo una delle maggiori figure in ambito musicale presso la corte imperiale di Vienna.
Dal libretto di Francesco Silvani per la sua opera lirica Il duello d'amore, e di vendetta è stato ricavato, da anonimo (ma attribuito a Antonio Salvi) quello per il Rodrigo ovvero Vincer se stesso è la maggior vittoria di Georg Friedrich Händel.

## Biografia
Dopo aver studiato probabilmente musica con lo zio Pietro Andrea, primo organista presso la Basilica di San Marco fino al 1677, fu candidato alla sua successione nel concorso del 16 gennaio 1678, ma gli fu preferito l'organista Giacomo Bonaventura Spada.
In quegli anni ebbe iniziò anche la sua carriera operistica: nel 1674 al Teatro San Moisè mise in scena La schiava fortunata, una revisione de La Semirami di Antonio Cesti, e nel 1679 fu data la sua prima e vera opera, Alessandro Magno in Sidone, al Teatro ai Santi Giovanni e Paolo.
Il 28 settembre 1686 ricevette il posto di maestro di cappella della Basilica Palatina di Santa Barbara a Mantova (cappella di Ferdinando Carlo Gonzaga, ultimo duca di Mantova): durata e natura di questa occupazione rimangono tuttavia sconosciuti (probabilmente rimase in servizio sino al 1691).
Tornato a Venezia l'anno successivo, fu con Carlo Francesco Pollarolo uno dei principali operisti veneziani di fine secolo. Fu inoltre membro della Congregazione di Santa Cecilia e dell'Arte de Sonadori.
Il 1º aprile 1700 morì Antonio Draghi, maestro di cappella della corte imperiale di Vienna, e Antonio Pancotti gli succedette lasciando vacante il posto di vice maestro, il quale venne assegnato a Ziani. Assunse la carica di maestro titolare solamente dopo la morte di Pancotti, avvenuta nel 1709. Nel 1712 Carlo VI, incoronato imperatore nel dicembre dell'anno precedente, lo promosse direttore della cappella di corte.
A Vienna Ziani si occupò di comporre opere e altri lavori drammatici per festeggiare compleanni della famiglia imperiale e le varie festività dell'anno. Alla sua morte, che lo colse nel 1715, Johann Joseph Fux, già suo vice maestro, prese il suo posto.

## Considerazioni sull'artista
Ziani è considerato una delle più importanti figure della vecchia scuola viennese. Le sue composizioni (compose esclusivamente musica vocale), che si contraddistinguono per la purezza del suo stile, sono caratterizzate da un'accurata declamazione del testo e da un'espressione densa di significato.
Le sue arie degli anni ottanta del seicento generalmente si basano sul modello di un basso ripetuto, spesso imitato dalla voce. Sono inoltre, come quelle dello zio, molto profonde e lente con tempo di 3/2 o 4/4. I suoi recitativi sono molto melodici e graziosi. Dagli anni novanta invece egli apporta delle variazioni sulla struttura strumentale delle sue composizioni, inserendo, ad esempio, parti obbligate per gli strumenti di basso continuo.
La buona fama di Ziani continuò ad esistere anche dopo la sua morte: ciò è dimostrato dal fatto che Carlo VI, per dimostrazione la sua gratitudine verso il defunto compositore, concesse una pensione sia a sua moglie che a suo fratello Francesco; inoltre i suoi lavori continuarono ad essere eseguiti fino agli anni quaranta del settecento e fu menzionato nella famosa disputa sul plagio di Antonio Lotti da parte Giovanni Bononcini.

## Discografia
- Carlos Mena & Ricercar Consort - Stabat Mater, CD Mirare 050 Alma Redemptoris Mater
- Wana Baroque Ensemble - The Art of the Baroque Trumpet (vol.5), CD Naxos 8.555099 La Flora: Trombe d'Ausonia